# Pstriná
Pstriná é um município da Eslováquia, situado no distrito de Svidník, na região de Prešov. Tem 6,23 km² de área e sua população em 2018 foi estimada em 55 habitantes.

## Demografia
| Ano:        | 1994 | 2004    | 2014   | 2024   |
| ----------- | ---- | ------- | ------ | ------ |
| Broj ljudi: | 89   | 59      | 60     | 65     |
| Razlika:    |      | -33,70% | +1,69% | +8,33% |

| Ano:               | 2023 | 2024    |
| ------------------ | ---- | ------- |
| Número de pessoas: | 59   | 65      |
| Diferença:         |      | +10,16% |